# Aristolochia utriformis
Aristolochia utriformis S.M.Hwang – gatunek rośliny z rodziny kokornakowatych (Aristolochiaceae Juss.). Występuje endemicznie w Chinach, w prowincji Junnan.

## Morfologia
PokrójKrzew o pnących i nagich pędach.
LiścieMają owalnie lancetowaty kształt. Mają 10–17 cm długości oraz 4,5–6 cm szerokości. Z ostrym wierzchołkiem. Ogonek liściowy jest nagi i ma długość 4–8 cm.
KwiatyZygomorficzne, pojedyncze. Mają żółtozielonkawą barwę. Dorastają do 15–20 mm długości i 3–4 mm średnicy.

## Biologia i ekologia
Rośnie w lasach. Występuje na wysokości do 1900 m n.p.m. Kwitnie w kwietniu.